# Literatura sèrbia
La literatura sèrbia (serbi: Српска књижевност/Srpska književnost) fa referència a la literatura escrita en serbi i/o a Sèrbia.
La història de la literatura sèrbia generalment es divideix en tres períodes: l'antiga - fins al final del segle xiv o principis del segle xv, la central (fins a finals del segle xviii) i la nova (moderna).
Els escriptors serbis més destacats inclouen Ivo Andrić, autor d'Un pont sobre el Drina i guanyador del Premi Nobel de Literatura el 1961. Milorad Pavić, l'autor del Diccionari Khàzar, també va aconseguir una considerable popularitat.

## Inicis de l'alfabetització
Igual que els altres eslaus, els inicis de l'alfabetització dels serbis estan relacionats amb l'acceptació del cristianisme i l'acció dels missioners cristians Ciril i Metodi. Van crear el primer alfabet per als pobles eslaus al segle ix (el glagolític). Escrivien en antic eslau. Mitjançant la traducció de llibres eclesiàstics a l'antic eslau, van crear el primer llenguatge literari eslau i van establir les bases per a la literatura eslava. Les característiques d'aquest antic eslau es varen adaptar a la llengua popular sèrbia, i el resultat és el que es coneix com a llengua sèrbia.

## Literatura medieval

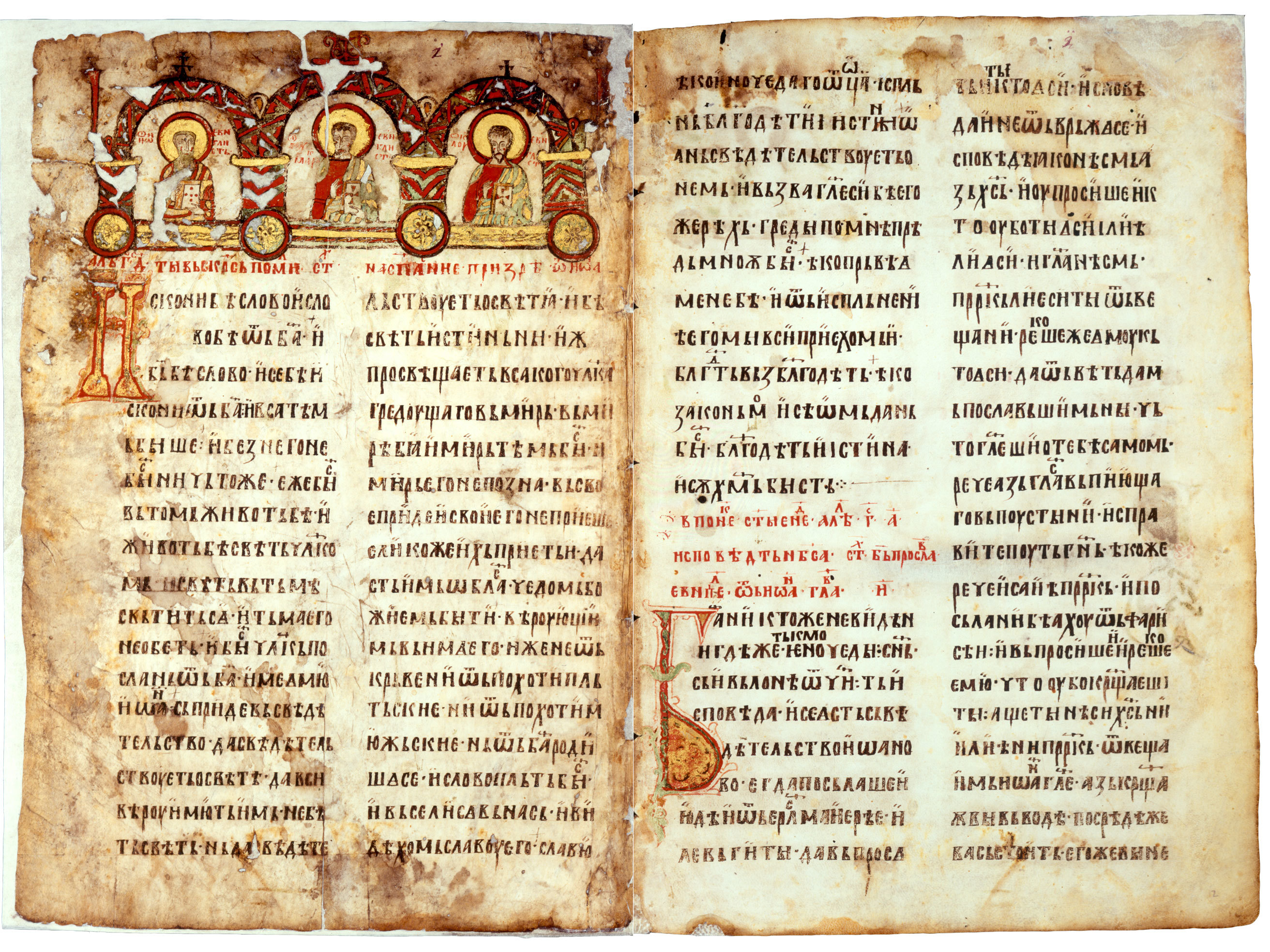
Evangeli de Miroslav, obra de finals del.

La literatura serbia medieval es va desenvolupar sota la forta influència de l'Església Ortodoxa Sèrbia. Els principals centres de la literatura eren monestirs i governants de la cort. El tema religiós era el predominant, tot i que també es van escriure biografies, generalment amb el caràcter de panegírics. També hi va haver traduccions (incloent el Romanç d'Alexandre).
El manuscrit i monument més antic conservat de l'antiga literatura sèrbia escrita en serbi és l'evangeli de Miroslav, un llibre litúrgic de 362 pàgines escrites en forma de transició entre l'antic eslau i el serboeslau, escrit els anys vuitanta del segle xii. Les anàlisis filològiques han determinat que el text el van escriure dos escribes, dels quals només un va signar una de cada quatre notes curtes amb el nom de Gligorije, Gligor i Grigorije. Hi ha una opinió segons la qual "Versameleon" és la signatura de l'autor anònim. En l'actualitat, aquesta opinió no és representativa. Va ser escrit per al príncep Miroslav de Hum, fill de Zavida i germà d'Esteve Nemanja.
Probablement es va originar al monestir de Sant Pere i Sant Pau a Bijelo Polje. També hi ha una teoria que es va originar al monestir de Khilandar. L'any 2001, la UNESCO el va incloure en la seva "Memòria del Món". El mètode de preparació del manuscrit, pel que fa al seu aspecte material i lingüístic, indica que aquest text no es va crear ex nihilo, sinó que probablement documenta la tradició d'escriptura nativa prèviament formada a les terres sèrbies.
L'Evangeli de Miroslav explica l'origen de l'escriptura ciríl·lica. Les lletres són una obra d'art de la cal·ligrafia i les il·lustracions són atrevides, així com les miniatures i les caplletres. Durant segles, aquest llibre es va conservar al monestir de Khilandar, al Mont Atos de Grècia. Després de passar per diverses vicissituds durant la Segona Guerra Mundial, el llibre es va dipositar al Museu Nacional de Sèrbia de Belgrad.
El Privilegi de Khilandar (serbi Khilandarska povelja) és un dels monuments més antics de l'escriptura secular medieval sèrbia. És l'acta fundacional del monestir de Khilandar, al Mont Atos, on Esteve Nemanja, després de lliurar el poder al seu fill, es va establir com a monjo. En un privilegi, el noble serbi dona al monestir moltes terres, persones i ingressos a Sèrbia, i assegura així que Khilandar es mantingui. A més del contingut legal, el privilegi conté una biografia específica de Nemanja, on destaca el paper del governant com a restaurador de l'estat i les seves virtuts i valors espirituals, expressats per l'abandonament del tron i l'adopció de l'hàbit monàstic. L'autor de la vida de Nemanja és el seu fill, Sant Sava. (1175-1235).
Entre els alumnes i successors de l'arquebisbe Sava, poc després de la seva mort, es va desenvolupar el culte, que va donar lloc a nombroses obres hagiogràfiques i hipnogràfiques dedicades al sant. Entre d'altres, es pot esmentar una obra del 1237, escrita per un estudiant desconegut amb motiu del trasllat de la relíquia del sant des de Veliko Tàrnovo fins al monestir de Mileševa. A mitjans del segle xiii (1243 o 1254) per ordre del rei Stefan Uroš I, el monjo Domentijan va escriure una extensa hagiografia de Sant Savà titulada Život sv. Save ("Vida de Sant Sava"). Es tracta d'un text escrit en un estil exquisit, característic de la literatura cortesana d'aquella època,), amb nombroses reminiscències bíbliques, que revelen el profund estudi teològic de l'autor. A finals del segle arriba una altra vida de Sant Sava, escrita pel monjo Teodosije, que és una modificació de l'obra de Domentijan (el monjo va afirmar que ho feia segons les instruccions orals de Teodosije). Aquest text està escrit en un llenguatge més senzill que el treball de Domentijan i, a diferència d'això, concedeix major importància als esdeveniments de la vida del sant que a la seva interpretació teològica.
Al tombant dels segles xiii i xiv, destaca Danilo II (1270-1337), arquebisbe, biògraf i poeta, autor de sis obres biogràfiques de la sèrie "Vida de reis i arquebisbes serbis" (en serbi Životi kraljeva i arhiepiskopa srpskih). Danilo va presentar en elles les figures de tres governants serbis de la dinastia Nemanjić (vegeu, per exemple, Житије краља Драгутина, "Vida de Sant Esteve Dragutina") i tres arquebisbes. Són textos l'aparició dels quals va ser motivada principalment per consideracions polítiques i, per tant, sovint es classifiquen, pels historiadors contemporanis de la literatura, com a treballs històrics i periodístics més que com a hagiografia. El continuador del treball de Danilo II fou un estudiant de nom desconegut, el qual va completar la sèrie de biografies amb la vida de Sant Esteve Dečanski, Sant Esteve Dušan i la biografia del mateix Danilo. Danilo també va escriure dues lloances en honor dels arquebisbes serbis.
La literatura sèrbia d'aquest període destaca per les obres de qui és considerada la primera poetessa sèrbia, la monja Jefimija (nom secular Jelena Mrnjavčević). Poc abans de la batalla de Kosovo Polje (1371), va escriure una breu composició on es lamentava per la pèrdua del seu fill Uglješa, i expressava el dolor de la mare després de la mort del nen. Va gravar el seu poema en un díptic i va enviar-lo al monestir de Khilandar (lloc on estava enterrat el seu fill), on encara es conserva. D'altra banda, al voltant de 1402, apareixen els "Elogis del príncep Lazar" (serbi: Pohvale svetomu knezu Lazar) que es van col·locar al damunt del reliquiari que contenia les cendres del príncep Lazar. Aquests treballs, que són textos poètics curts d'un petit volum, es consideren, a causa del tema, la composició i la forma de la imatge, les obres més belles de la literatura sèrbia medieval. Cal emfasitzar la seva originalitat, expressada en una hàbil combinació del que és humà
(tristesa, sentit de la tragèdia personal), amb allò universal, intemporal..

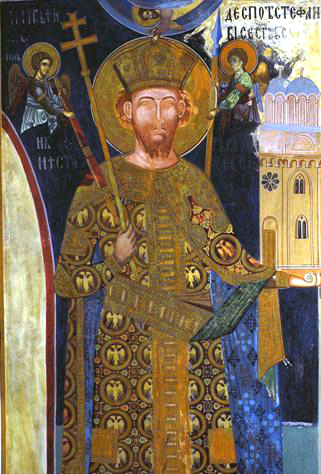
Stefan Lazarević en un fresc medieval

La figura més important de la literatura sèrbia al tombant dels segles XIV i XV és Stefan Lazarević (1377-1427, va regnar des del 1389), governant i escriptor, també considerat com un mecenes de la cultura. És autor de Slovo ljubve ("Paraula d'amor"), una epístola poètica l'origen de la qual es remunta al 1404 o al 1409. Aquesta peça es compon de deu parts (estrofes), les lletres inicials de les quals formen una paraula d'amor (versos acròstics)..
A la cort de Stefan Lazarević hi havia Constantí de Kostenets (1380-ok. 1431), un monjo i escriptor búlgar educat en la tradició de l'escola literària de Tàrnovo. Constantí és l'autor del tractat gramatical Slovo o pravopisu. A la primera part, es desglossen els principis de la seva reforma ortogràfica de la llengua. Allà, en essència, condemna la introducció d'elements de la parla popular a l'antic eslau i l'ús indegut de les lletres gregues. Les seves reformes van incloure fonètica, puntuació i terminologia litúrgica. Les regles ortogràfiques escrites per Constantí van exercir una influència significativa en la literatura sèrbia i búlgaroccidental (macedònia). Constantí també va escriure l'extensa "Vida del dèspota Stefan Lazarević" serbi: Žitije despota Stefana Lazarevića.
La conquesta turca de Sèrbia el 1459 va comportar gradualment una disminució de la literatura escrita. La literatura oral sobrevisqué a les zones rurals a través d'epopeies, cançons populars, rondalles, proverbis i altres formes, que seran recollides i registrades en gran part al segle xix. Les cançons populars i èpiques, transmeses de generació en generació, solen descriure esdeveniments històrics, com ara la batalla de Kosovo Polje.

## Il·lustració
Després de la conquesta turca de Sèrbia, el país es va enfonsar en un parèntesi cultural gris i anònim i se li va impedir que interactués amb la cultura de l'Europa central; aquesta paràlisi cultural ofereix només visions de creativitat en la producció oral i la cançó popular. No obstant això, encara que l'esperança d'entrar en contacte amb la cultura europea s'havia esvaït, la continuïtat literària es mantingué, en part gràcies a la relativa tolerància dels governants otomans com el sultà Solimà el Magnífic, que en 1557 va concedir una certa autonomia eclesiàstica que va fer florir les arts literàries dins dels monestirs serbis, que durant molt de temps foren els veritables centres culturals de Sèrbia. Aquesta literatura estava sota forta influència russa, ja que els sacerdots serbis, gairebé l'única persona alfabetitzada d'aquell moment, estudiaven a Rússia o tenien professors russos.
La debilitat progressiva de l'Imperi Otomà va conduir a la definició dels límits entre l'Imperi Habsburg i l'Imperi Otomà al llarg del Danubi. Un gran nombre de serbis de la Vojvodina es va trobar de cop i volta dins dels límits de l'Imperi Habsburg, que podria presumir contactes directes amb el món occidental que havia viscut el Renaixement, la Contrareforma i es preparava per viure la Il·lustració. A la fi del segle xviii, les ments més sensibles van començar a sentir un nou ferment ètnic i nacional que molt aviat va donar vida a Viena en 1791 als primers periòdics en serbi, entre els quals Serbskija Novine ("Notícies sèrbies").

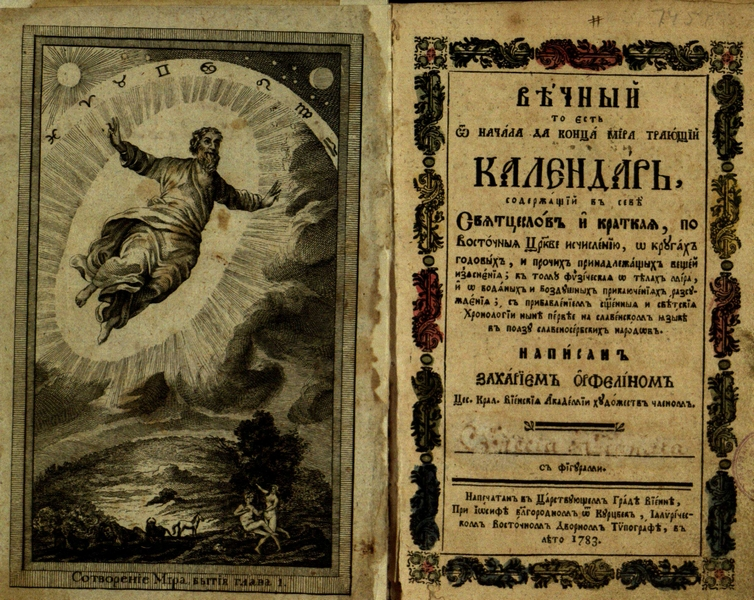
La creació del món - placa de coure d'Orfelin, i portada del seu calendari etern, Viena 1783

Un dels precursors de la literatura sèrbia moderna és Zaharije Orfelin (1726-1785), activista cultural, poeta, historiador, gravador, cal·lígraf, traductor i autor d'obres teològiques i ensenyament. Inspirat per les idees de la Il·lustració europea va emprendre un intent d'anar més enllà dels cànons encara existents de gènere i llengua de la literatura sèrbia, que encara romania en els patrons modelats durant l'Edat Mitjana. Amb la intenció de democratitzar el llenguatge, Orfelin va intentar, en els textos publicats a Slaveno-serbskij magazin, (1768, considerada la primera revista en serbi i la primera revista sud-eslava en general) de portar la llengua literària (que llavors era l'eslau eclesiàstic) a la parla viva. El resultat dels esforços va ser la creació de l'anomenat serboeslavònic, en el qual, a part dels elements de l'eslau eclesiàstic i les característiques derivades dels dialectes serbis, també hi havia molts préstecs de la llengua russa.
El desenvolupament d'una historiografia sèrbia té com a figura destacada Jovan Rajić (1726-1801), escriptor, historiador, teòleg i monjo del monestir de Kovilj. És autor d'un treball històric complet de quatre volums, "Història de diverses nacions eslaves, especialment búlgars, croats i serbis" (serbi: Istorija raznih slovenskih narodov, najpače Bolgar, Horvatov i Serbov). Va ser publicat a Viena el 1794-1795. Rajić era un representant de l'anomenada "escola rutenoeslava", que utilitzava un llenguatge que era una barreja de característiques eslaves ortodoxes, sèrbies i rutenes. Rajić també va escriure obres poètiques i dramàtiques, incloent la cançó al·legòrica i històrica Batalla del dragó i les àligues (orig. Boj zmaja s orlovi, 1791), i el drama Tragèdia" o la trista història de la mort de l'últim tsar sebi Uroša (orig. Tragedija sireč pečalnaja povest o smerti poslednjago carja serbskago Uroša, 1798), que és una modificació de l'obra anterior de Emanuel Kozačinski.

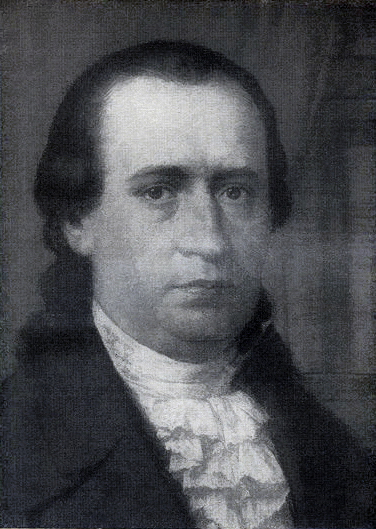
Dositej Obradović

La literatura i el sistema d'educació a Sèrbia fins a la dècada del 1770 romangué sota la influència de l'Església ortodoxa. Les escoles es creaven a les esglésies o les seus dels dignataris ortodoxos; en elles hi ensenyaven principalment clergues, i el programa, que també incloïa sovint matèries seculars, se centrava més aviat es van centrar en temes relacionats amb la religió. Les reformes introduïdes per Josep II Habsburg (1780-1790) (el josefinisme) limitaren la influència de l'Església Ortodoxa en l'educació a terres sèrbies, mitjançant la supressió de mestres provinents de Rússia, prohibint l'ús de l'eslau eclesiàstic a les publicacions de Rutènia i la importació de llibres russos.
Un dels creadors més eminents de la Il·lustració sèrbia va ser Dositej Obradović (c. 1739-1811), ministre d'Educació al govern de Karađorđe Petrović. En els seus nombrosos escrits moralistes i educatius va promoure el culte a l'educació i va propagar les idees del racionalisme. Com a traductor, va assimilar la literatura sèrbia a les obres d'eminents escriptors europeus i filòsofs europeus de la seva època. El 1808 fundà la primera universitat sèrbia (Velika Škola).
Sota la influència de les idees de la Il·lustració van començar a aparèixer a Sèrbia els gèneres literaris típics de l'època, sobretot entre ells la novel·la. L'obra d'Atanasije Stojković Aristid i Natalija ("Arístides i Natàlia") és considerada la primera novel·la de la literatura sèrbia. Es tracta d'un text escrit amb la convenció d'una novel·la sentimental en què la història d'amor és el rerefons per a consideracions morals i qüestions relacionades amb la criança i l'educació social. En el camp de la novel·la mereix menció especial Milovan Vidaković (1780-1841), considerat el pare de la novel·la sèrbia moderna.. Vidaković va ser un escriptor molt prolífic i probablement l'autor serbi més famós de la seva època. A les seves novel·les escollia temes d'aventura i exòtics, amb la intenció d'entretenir, però tampoc no renunciava a la intenció d'educar, i les seves novel·les anaven plenes de lliçons morals i de vida. Si bé les seves obres no assoliren un alt nivell artístic, van contribuir a la popularització del gènere de la novel·la a Sèrbia.

## Seglexix: romanticisme i realisme

### Vuk Stefanović Karadžić

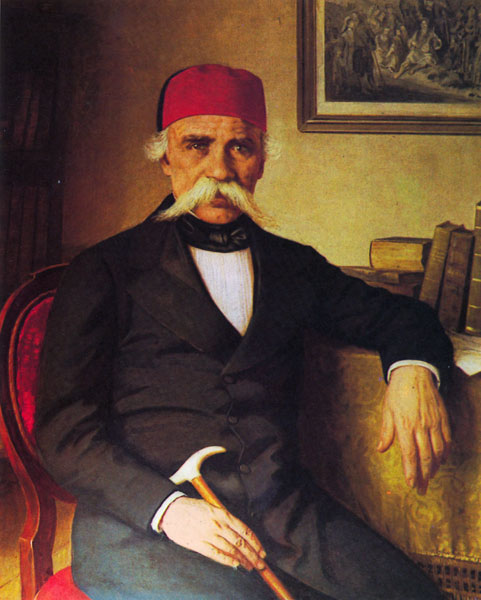
Vuk Stefanović Karadžić

La figura que va influir decisivament en la formació de la llengua literària sèrbia moderna, i va influir en la forma de la literatura sèrbia va ser Vuk Karadžić (1787-1864), lingüista, etnògraf i activista cultural. Karadžić va reformar i va codificar l'alfabet serbi, prenent com a principi bàsic la norma „escriu com parles i llegeix com està escrit” serbi: piši kao što govoriš, i čitaj, kako je napisano. Segons alguns, aquesta norma la manllevar de l'obra Vollstandige Anweisung zur deutschen Orthographie de Johann Christoph Adelung que diu «Escriu, com tu parles !» alemany: Schreibe, wie Du sprichst!. En aquesta tasca, el lingüista eslovè Jernej Kopitar va exercir un paper fonamental, en donar el suport a la reforma utilitzant la seva reputació i influència com a filòleg eslau. Basat en l'abundant material popular recopilat, va escriure un diccionari de serbi (Српски рјечник, 1818).
Mentre treballava en una gramàtica, vocabulari i la publicació de cançons populars, Vuk va començar a tractar el tema del llenguatge literari, que en aquell moment representava una barreja caòtica. La literatura antiga sèrbia s'havia desenvolupat en la versió sèrbia de l'antic eslau eclesiàstic fins a principis del segle xix. Al segle xviii hi va haver una forta influència dels llibres de l'església russa sobre la vida literària dels serbis. Els elements de la llengua russa van penetrar cada vegada més en el llenguatge d'església i literari existents, i així es va crear una llengua artificial russoeslavònica, que en l'època de Vuk era la llengua oficial de l'església, les escoles i la literatura.
Els alumnes aprenien de llibres escrits en la llengua antiga, incorporant elements de la llengua russa i de la llengua popular sèrbia. D'aquesta manera, es va crear un idioma artificial anomenat serboeslavònic. Vuk Karadžić estandarditzà la llengua literària estàndard basant-se en el dialecte štokavià, variant ekaviana. Apropava així la llengua literària als dialectes vius i trencava amb la pràctica habitual d'utilitzar el serboeslavònic o el russoeslavònic.
La reforma de Karadžić es va trobar amb la resistència dels factors oficials (l'església i l'estat) que no acceptaven d'abandonar els principis existents i provats. A poc a poc, però, els canvis introduïts per Karadžić van ser acceptats i adoptats per escriptors i activistes culturals de generacions posteriors (incloent Branko Radičević i Đuro Daničić).
L'any 1847 és l'any de la victòria de Vuk i l'any en què finalment va demostrar que la llengua nacional sèrbia és l'única llengua veritable dels serbis, i que el vell idioma eslau era una barreja de rus i llengua popular sèrbia sense regles més rígides. Aquest any, es van publicar quatre llibres de Vuk i els seus seguidors:
- Traducció del "Nou Testament" de l'eslau eclesiàstic al serbi per Vuk
- Discussió sobre llengua "La guerra de la llengua i l'ortografia sèrbies", serbi: Rasprava o jeziku „Rat za srpski jezik i pravopis de Đuro Daničić.
- "Cançons" serbi: Pesme de Branko Radičević
- "La garlanda de la muntanya" serbi: Gorski Vijenac de Pere II de Montenegro

La publicació de "La garlanda de la muntanya", va demostrar que fins i tot les més grans obres filosòfiques podien escriure's en serbi vernacle pur.

### Petar Petrović Njegoš
El governant montenegrí Petar II Petrović-Njegoš és considerat el millor escriptor del segle xix. El seu poema èpic "La garlanda de la muntanya" (1847) parla sobre un esdeveniment de la història de Montenegro,fa un retrat de la societat montenegrina i reflecteix la visió filosòfica de Njegoš sobre l'eterna lluita del bé i el mal.

### Branko Radičević
Branko Radičević va treballar el camp de la poesia lírica, la poesia èpica i la poesia satírica

Tot i que va tenir influències de Byron o del romanticisme alemany, especialment les Heine, Schiller i Uhland, la seva font d'inspiració fonamental és el folklore serbi o, més generalment, la tradició oral sèrbia, especialment la dels músics de gusla. En això es mostra com un deixeble de Đuro Daničić, per a qui 
| « | el folklore és la llavor | » |

 Amb ell, els autors destacats del romanticisme són Jovan Jovanović Zmaj, Đura Jakšić i Laza Kostić.
De 1870 a 1900 les tendències literàries s'adrecen envers el realisme, tal com es veu en les obres de Lazar Lazarević, Simo Matavulj i el satíric Stevan Sremac. A finals del segle XX i principis del segle xx, la literatura sèrbia es veu influencia per les tendències europees, en especial el simbolisme francès i les novel·les psicològiques
Els autors més destacats del segle XX són els poetes Jovan Dučić, Aleksa Šantić i Milan Rakić el dramaturg Branislav Nušić i el prosista Borisav Stanković, famós per la novel·la Nečista krv (1910), que descriu la tràgica col·lisió de tradició i la modernitat, així com de la cultura oriental i occidental a la Sèrbia provincial.

## Literatura contemporània
Al segle xx, la literatura sèrbia va florir. Es veuen escriptors nous i amb talent. Jelena Dimitrijević (1862.-1945.) i Isidora Sekulić (1877.-1958.) són els més famosos escriptors de Sèrbia, a la fi del segle xix i principis del xx. Ivo Andrić, que es pot incloure tant a la literatura croata (per naixement i llengua materna) com a la sèrbia (per voluntat pròpia i escrits), va rebre el Premi Nobel de Literatura el 1961.
Un nom destacat és Danilo Kiš, juntament amb els escriptors Miloš Crnjanski, Borislav Pekić, Milorad Pavić, David Albahari, Miodrag Bulatović, Dobrica Ćosić, Zoran Živković i altres.
L'acadèmica Svetlana Velmar-Janković (1933-2014) fou una destacada escriptor, editora i cronista de Belgrad. Va rebre els premis literaris més prestigiosos. Les seves obres es van traduir a l'anglès, francès, alemany, castellà, italià, búlgar, coreà i hongarès. Milorad Pavić (1929-1999) és probablement l'autor més llegit avui a Sèrbia. Va ser nominat al Premi Nobel de Literatura. La seva obra més coneguda és el Diccionari Khàzar (1984) que va ser traduït a 24 idiomes i el va fer guanyar gran popularitat a Europa i Amèrica del Sud. La novel·la va aparèixer a Nova York el 1988, i en xinès, fins al 2013, havia tingut tres edicions.
La dramaturga Biljana Srbljanović (n. 1970) ha aconseguit reconeixement internacional. Els seus drames s'han traduït a més de 30 idiomes i s'han representat a més de 50 països.

## Escriptors

### Segle XVI
- Dimitrije Ljubavić (1519-1564)

### Seglexvii
- Đorđe Branković (1645-1711)

### Renaixement nacional serbi
- Lukijan Mušicki
- Sima Milutinović Sarajlija
- Jovan Sterija Popović
- Vuk Stefanović Karadžić
- Petar II Petrović Njegoš
- Stjepan Mitrov Ljubiša
- Filip Višnjić
- Đura Jakšić
- Jovan Pačić
- Radovan Petrović Nevesinjski
- Milica Stojadinović Srpkinja
- Jovan Jovanović-Zmaj
- Laza Kostić
- Nikola Borojević
- Dositej Obradović
- Đorđe Marković Koder
- Pavle Solarić
- Sava Mrkalj
- Jovan Došenović
- Luka Milovanov Georgijević
- Joakim Vujić
- Gligorije Trlajić
- Platon Atanacković
- Vasa Živković

### Segle XX
- Jelena Dimitrijević (1862-1945)
- Isidora Sekulić (1877-1958)
- Ivo Andrić (1892-1975)
- Miloš Crnjanski (1893-1977)
- Meša Selimović (1910-1982)
- Dobrica Ćosić (1921-2014)
- Milorad Pavić (1929-2009)
- Miodrag Bulatović (1930-1991)
- Borislav Pekić (1930-1992)
- Svetlana Velmar-Janković (1933-2014)
- Branko Miljković (1934-1961)
- Danilo Kiš (1935-1989)
- Gordana Kuić (1942-)
- Miroslav Josić Višnjić (1946-2015)
- Zoran Živković (1948-)
- David Albahari (1948)
- Vladislav Bajac (1954-)
- Goran Petrović (1961-)
- Vladimir Arsenijević (1965-)
- Igor Marojević (1968-)